# 철학에의 기여
《철학에의 기여》(독일어: Beiträge zur Philosophie (Vom Ereignis)는 독일 철학자 마르틴 하이데거의 작품이다.
하이데거는 이전에 『예술작품의 기원』에서 소개한 대지와 세계의 개념을 바탕으로 "마지막 신"의 개념을 소개한다. 현존재에 대한 현상학적 분석의 중심성에서 벗어나 현존재를 인간의 역사적 결정으로 정초 하는 방향으로 나아가는 것이다.